# Le Cros
Pour les articles homonymes, voir Cros.
Ne doit pas être confondu avec Le Crès.
Le Cros (en occitan Lo Cròs) est une commune française située dans le nord du département de l'Hérault en région Occitanie.
Exposée à un climat de montagne, elle est drainée par la Virenque et par un autre cours d'eau. La commune possède un patrimoine naturel remarquable : trois sites Natura 2000 (les « gorges de la Vis et de la Virenque », le « causse du Larzac » et les « gorges de la Vis et cirque de Navacelles ») et cinq zones naturelles d'intérêt écologique, faunistique et floristique.
Le Cros est une commune rurale qui compte 57 habitants en 2022, après avoir connu un pic de population de 386 habitants en 1851.  Elle fait partie de l'aire d'attraction de Lodève.
Ses habitants sont appelés les Crossiens.

### Localisation

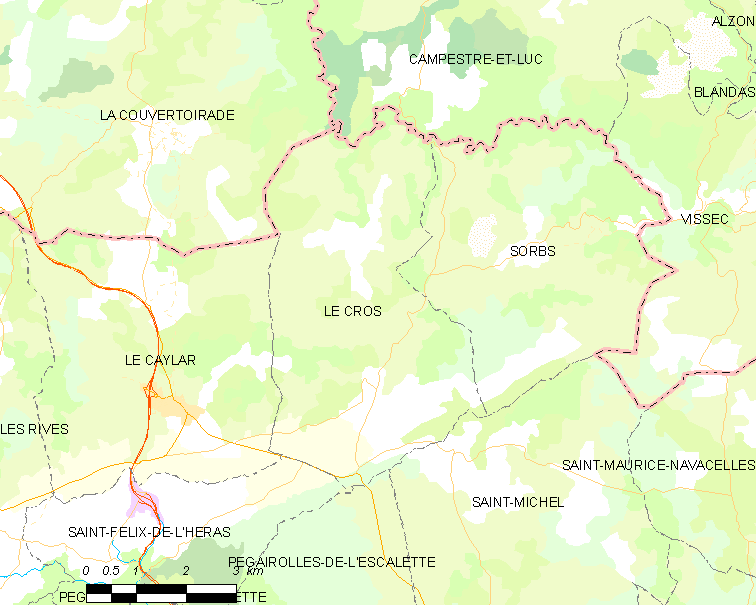
Carte

## Géographie

### Communes limitrophes
| La Couvertoirade (Aveyron) | Campestre-et-Luc (Gard)    |              |
| Le Caylar                  | Cros                       | Sorbs        |
| Saint-Félix-de-l'Héras     | Pégairolles-de-l'Escalette | Saint-Michel |

### Géologie et Relief
La commune étant situé dans un creux, elle est bordée de collines et de gorges. Souvent les sommets de ces hauteurs servent de séparations communales.
Au nord se situent les gorges de la Virenque avec la Fontaine des trois évêques (autrefois appelée la source des Fontenilles), point précis de la jonction des 3 départements : Hérault, Gard et Aveyron ;  à l'est situé le Pic de la Buissonnade (833 m) et le Pioch des Mounios (796 m) ;  au sud on trouve le Puech Fulcrand (850 m) et la Guynée (795 m) ;  à l'ouest on rencontre Le Mont Estremal (768 m), le Serre de Limounesque (808 m) et le Pic de l'Aramount (879 m) qui est le point culminant de la commune et de tout le Larzac méridional.
Le Cros se situe en zone de sismicité 1 (sismicité très faible).

### Climat
Pour des articles plus généraux, voir Climat de l'Occitanie et Climat de l'Hérault.
En 2010, le climat de la commune est de type climat des marges montargnardes, selon une étude s'appuyant sur une série de données couvrant la période 1971-2000. En 2020, Météo-France publie une typologie des climats de la France métropolitaine dans laquelle la commune est exposée à un climat méditerranéen et est dans une zone de transition entre les régions climatiques « Provence, Languedoc-Roussillon » et « Sud-est du Massif Central ».
Pour la période 1971-2000, la température annuelle moyenne est de 10 °C, avec une amplitude thermique annuelle de 15,6 °C. Le cumul annuel moyen de précipitations est de 945 mm, avec 9,9 jours de précipitations en janvier et 4,5 jours en juillet. Pour la période 1991-2020, la température moyenne annuelle observée sur la station météorologique la plus proche, située sur la commune du Caylar à 4 km à vol d'oiseau, est de 10,7 °C et le cumul annuel moyen de précipitations est de 1 161,1 mm,. Pour l'avenir, les paramètres climatiques de la commune estimés pour 2050 selon différents scénarios d'émission de gaz à effet de serre sont consultables sur un site dédié publié par Météo-France en novembre 2022.

### Milieux naturels et biodiversité

#### Réseau Natura 2000

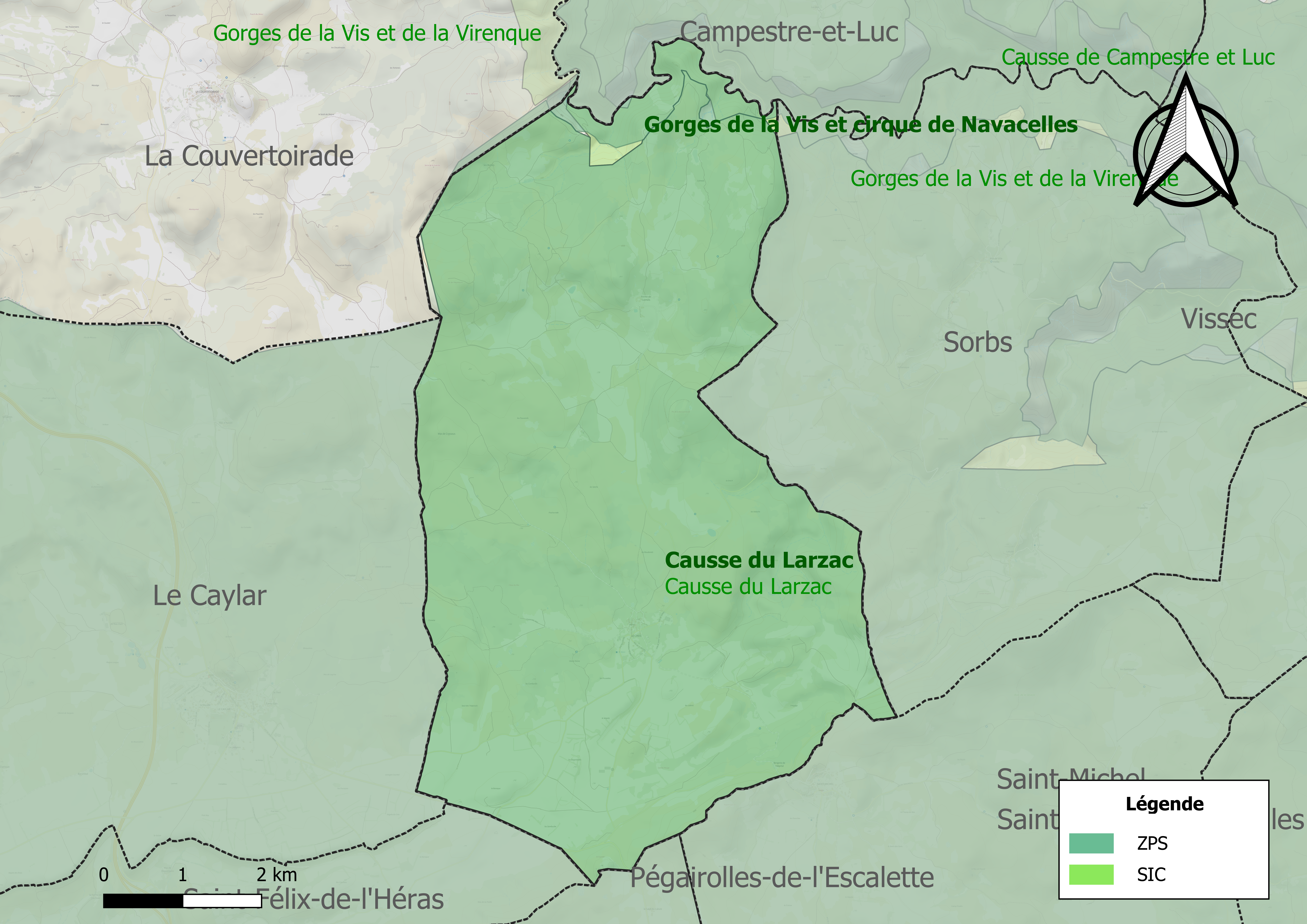
Site Natura 2000 sur le territoire communal.

Le réseau Natura 2000 est un réseau écologique européen de sites naturels d'intérêt écologique élaboré à partir des directives habitats et oiseaux, constitué de zones spéciales de conservation (ZSC) et de zones de protection spéciale (ZPS).
Un site Natura 2000 a été défini sur la commune tant au titre de la directive oiseaux, que de la directive habitats, le « causse du Larzac ». D'une superficie de 29 556 ha, il fait partie des causses méridionaux, un ensemble régional original unique en Europe. Il est le plus grand ensemble de formations herbeuses sèches semi-naturelles en France et abrite un grand nombre d’espèces endémiques. Ce site abrite 17 espèces d'oiseaux d'intérêt communautaire pour la plupart liées pour leur reproduction et/ou leur alimentation aux milieux ouverts (dont le Bruant ortolan, le Pipit rousseline, l'Alouette lulu, la Pie-grièche écorcheur, etc. en effectifs bien représentées par rapport à la moyenne nationale),.
Un autre site est défini au titre de la directive habitats : les « gorges de la Vis et de la Virenque », d'une superficie de 5 501 ha, un grand site régional qui entaille et sépare l'ensemble des grands causses méridionaux. Il présente deux intérêts majeurs : des habitats aquatiques et des ripisylves, avec six espèces de l'annexe II et des habitats de rochers avec des chauves-souris, les pentes avec de grands éboulis et des pentes boisées de hêtraie calcicole
et un au titre de la directive oiseaux : les « gorges de la Vis et cirque de Navacelles », d'une superficie de 20 277 ha, qui offrent aux oiseaux les milieux nécessaires à la reproduction, à l’hivernage ou au repos en phase migratoire. Il compte, à différentes périodes de l’année, un grand nombre d’espèces remarquables à l’échelle européenne.

#### Zones naturelles d'intérêt écologique, faunistique et floristique
L’inventaire des zones naturelles d'intérêt écologique, faunistique et floristique (ZNIEFF) a pour objectif de réaliser une couverture des zones les plus intéressantes sur le plan écologique, essentiellement dans la perspective d’améliorer la connaissance du patrimoine naturel national et de fournir aux différents décideurs un outil d’aide à la prise en compte de l’environnement dans l’aménagement du territoire.
Trois ZNIEFF de type 1 sont recensées sur la commune :
- le « chaos dolomitique du Caylar et du Cros » (625 ha), couvrant 2 communes du département[17] ;
- les « gorges de la Virenque » (1 202 ha), couvrant 4 communes dont deux dans l'Aveyron, une dans le Gard et une dans l'Hérault[18],
- les « puechs Tudès et Buisson et serre Pelé » (394 ha), couvrant 4 communes dont une dans le Gard et trois dans l'Hérault[19] ;

et deux ZNIEFF de type 2, : 
- le « causse et contreforts du Larzac et montagne de la Séranne » (44 035 ha), couvrant 33 communes dont une dans l'Aveyron, deux dans le Gard et 30 dans l'Hérault[20] ;
- les « gorges de la Vis et de la Virenque » (9 620 ha), couvrant 16 communes dont dix dans le Gard et six dans l'Hérault[21].

Carte des ZNIEFF de type 1 et 2 au Cros.
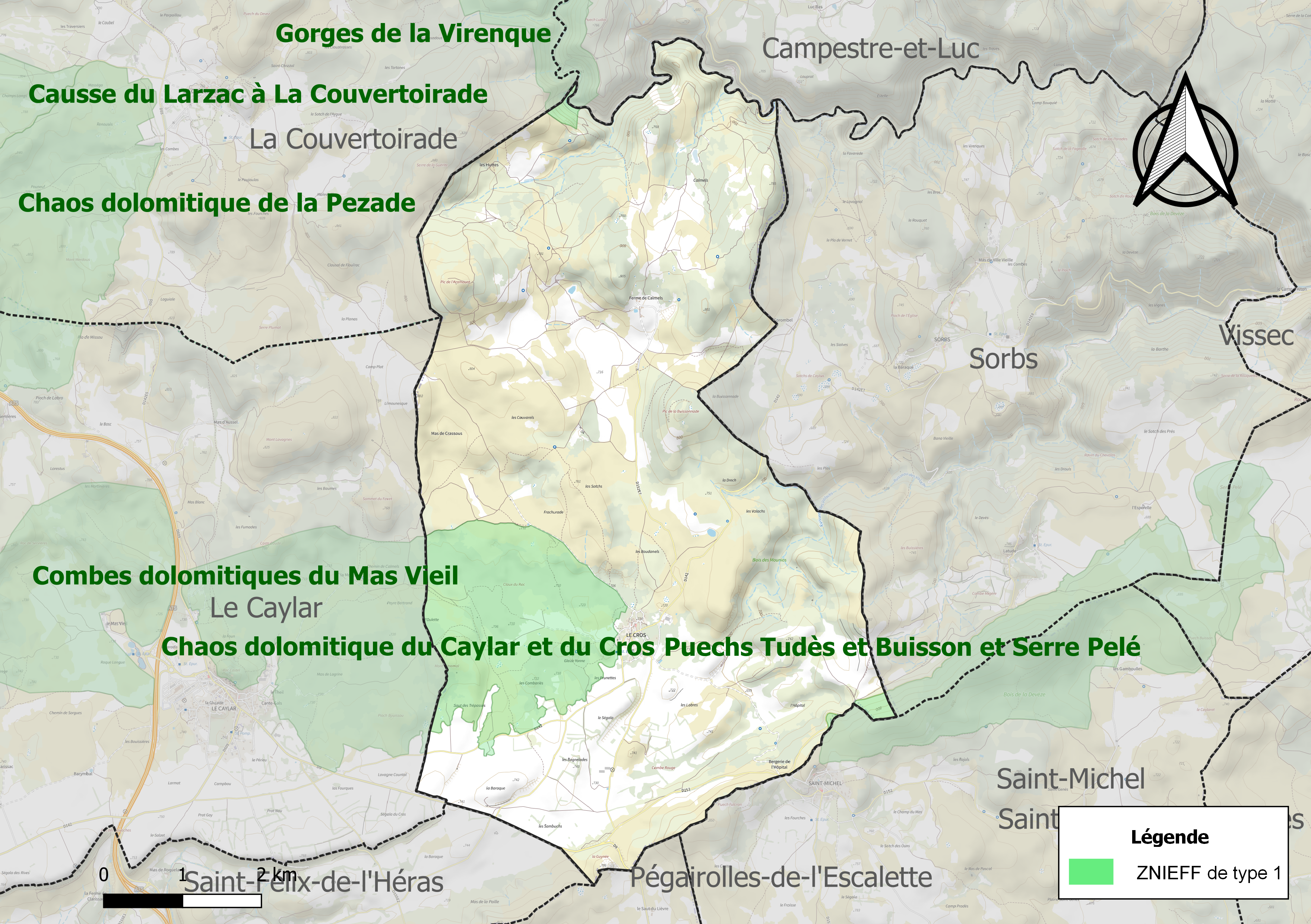
Carte des ZNIEFF de type 1 sur la commune.
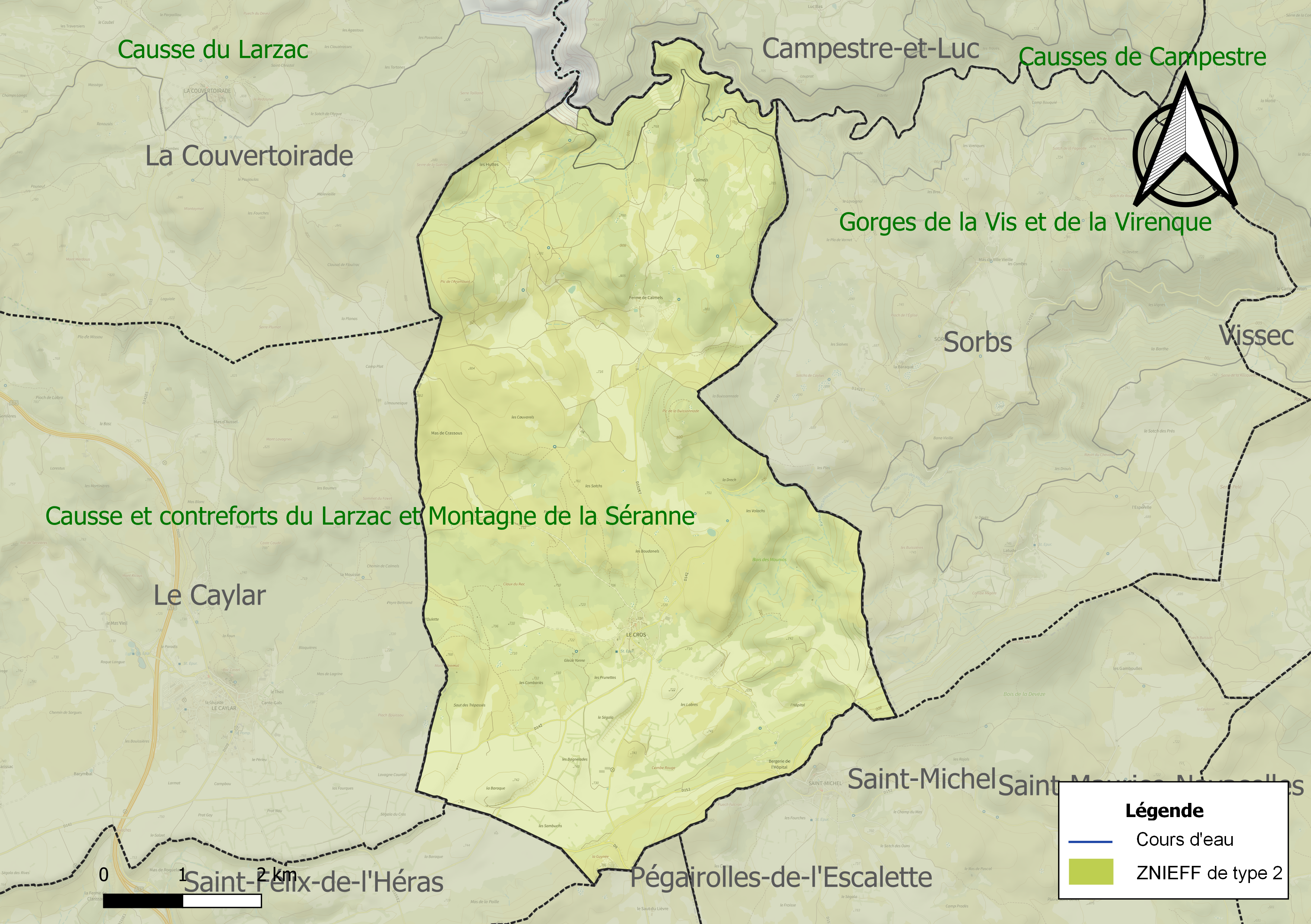
Carte des ZNIEFF de type 2 sur la commune.

## Urbanisme

### Typologie
Au 1er janvier 2024, Le Cros est catégorisée commune rurale à habitat très dispersé, selon la nouvelle grille communale de densité à sept niveaux définie par l'Insee en 2022.
Elle est située hors unité urbaine. Par ailleurs la commune fait partie de l'aire d'attraction de Lodève, dont elle est une commune de la couronne,. Cette aire, qui regroupe 19 communes, est catégorisée dans les aires de moins de 50 000 habitants,.

### Occupation des sols
L'occupation des sols de la commune, telle qu'elle ressort de la base de données européenne d’occupation biophysique des sols Corine Land Cover (CLC), est marquée par l'importance des forêts et milieux semi-naturels (74,7 % en 2018), en augmentation par rapport à 1990 (71,7 %). La répartition détaillée en 2018 est la suivante : 
milieux à végétation arbustive et/ou herbacée (60 %), forêts (14,6 %), zones agricoles hétérogènes (11,8 %), terres arables (7,3 %), prairies (6,2 %). L'évolution de l’occupation des sols de la commune et de ses infrastructures peut être observée sur les différentes représentations cartographiques du territoire : la carte de Cassini (XVIIIe siècle), la carte d'état-major (1820-1866) et les cartes ou photos aériennes de l'IGN pour la période actuelle (1950 à aujourd'hui).

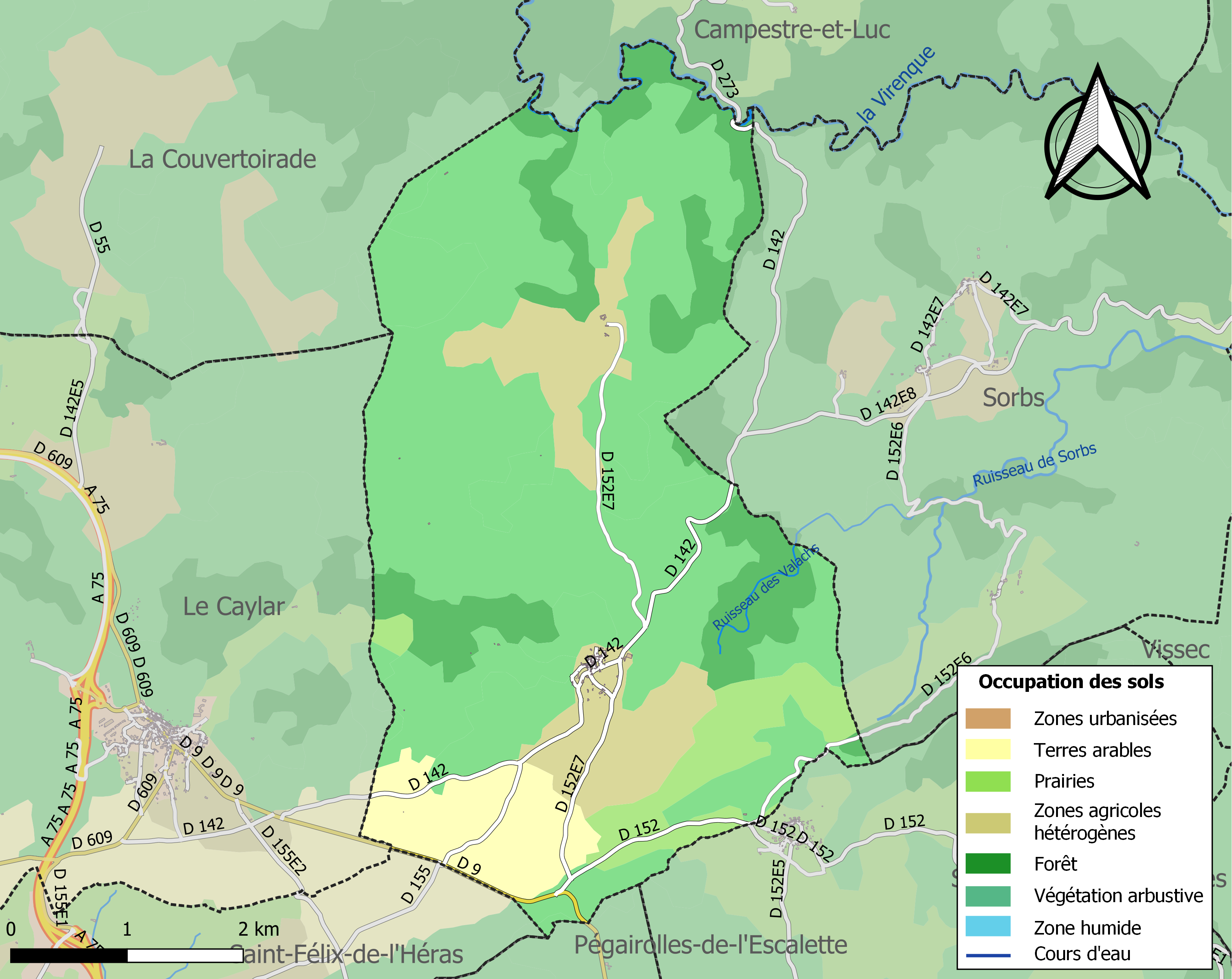
Carte des infrastructures et de l'occupation des sols de la commune en 2018 (CLC).

### Risques majeurs
Le territoire de la commune du Cros est vulnérable à différents aléas naturels : météorologiques (tempête, orage, neige, grand froid, canicule ou sécheresse) et séisme (sismicité très faible). Un site publié par le BRGM permet d'évaluer simplement et rapidement les risques d'un bien localisé soit par son adresse soit par le numéro de sa parcelle.
Le Cros est exposée au risque de feu de forêt du fait de la présence sur son territoire. Un plan départemental de protection des forêts contre les incendies (PDPFCI) a été approuvé en juin 2013 et court jusqu'en 2022, où il doit être renouvelé. Les mesures individuelles de prévention contre les incendies sont précisées par deux arrêtés préfectoraux et s’appliquent dans les zones exposées aux incendies de forêt et à moins de 200 mètres de celles-ci. L’arrêté du 25 avril 2002 réglemente l'emploi du feu en interdisant notamment d’apporter du feu, de fumer et de jeter des mégots de cigarette dans les espaces sensibles et sur les voies qui les traversent sous peine de sanctions. L'arrêté du 11 mars 2013 rend le débroussaillement obligatoire, incombant au propriétaire ou ayant droit,.

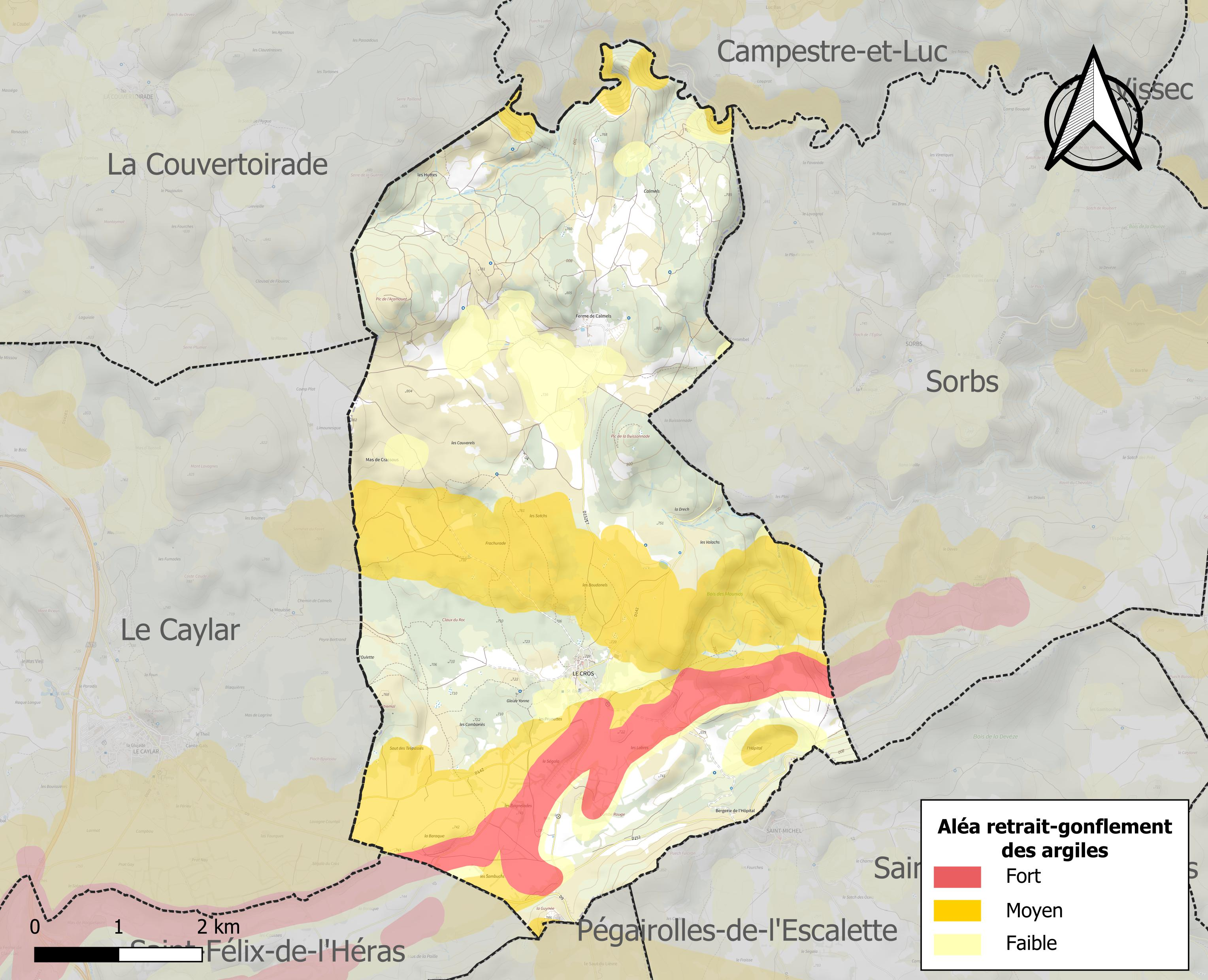
Carte des zones d'aléa retrait-gonflement des sols argileux du Cros.

Le retrait-gonflement des sols argileux est susceptible d'engendrer des dommages importants aux bâtiments en cas d’alternance de périodes de sécheresse et de pluie. 32 % de la superficie communale est en aléa moyen ou fort (59,3 % au niveau départemental et 48,5 % au niveau national). Sur les 66 bâtiments dénombrés sur la commune en 2019, 2 sont en aléa moyen ou fort, soit 3 %, à comparer aux 85 % au niveau départemental et 54 % au niveau national. Une cartographie de l'exposition du territoire national au retrait gonflement des sols argileux est disponible sur le site du BRGM,.
Par ailleurs, afin de mieux appréhender le risque d’affaissement de terrain, l'inventaire national des cavités souterraines permet de localiser celles situées sur la commune.
La commune a été reconnue en état de catastrophe naturelle au titre des dommages causés par les inondations et coulées de boue survenues en 1982, 1992 et 2014. 

## Toponymie
« Cros » est issu de l'occitan cros, du roman cros, croz, crotz, du bas latin crosum, crotum emprunté au gaulois croso (« creux, cavité »).
La commune est souvent nommée Le Cros d'Alajou,.
« Alajou » : D'après l'histoire, une bataille légendaire livrée par les autochtones contre l'envahisseur romain aurait eu lieu dans une plaine entre les communes du Cros, de Saint-Félix-de-l'Héras et du Caylar. Les Romains vainqueurs, auraient élevé un autel immense sur une butte en l'honneur de Jupiter : Ara Jovis, avec le temps ce nom serait devenu Alajou. Cette éminence serait située aux abords de la grande route actuelle au niveau de l'intersection du chemin du Caylar à Saint-Michel avec celui allant au Cros,.
Ce toponyme désigne donc pendant plusieurs siècles ce tènement, et plus généralement une partie du plateau (du Caylar à Saint Maurice), où les villages le portaient en suffixe et le portent encore pour certains.
Cette origine du toponyme a été contredite par F.R. Hamlin.
Plus antérieurement encore, la paroisse était appelée Sainte-Marie-de-Prunet.

## Histoire

### Préhistoire
Depuis la Préhistoire, le lieu a été occupé par les hommes. Des vestiges ont été découverts.
On dénombre 3 menhirs : celui du Rajolas, celui du Pas de Pertus et celui des Cauvarels et 4 dolmens : les 2 du mont Estrémal, celui de Corombel et celui des Sotchs.
La grotte des Mounios au Nord-Est de la commune, a également été occupée pendant le Néolithique final, elle avait la double fonction de grotte-citerne et de grotte sépulcrale. Du mobilier a été découvert. (plus tard elle fut utilisée comme cave d'affinage de fromage de brebis, devant l'entrée de la grotte se trouve un bâtiment ruiné qui daterait du XVIe siècle.

### Époque romaine
Une bataille légendaire livrée par les autochtones contre l'envahisseur romain aurait eu lieu dans une plaine entre les communes du Cros, de Saint Félix de l'Héras et du Caylar (plus tard appelé le plo d'Alajou). Les Romains, vainqueurs, auraient élevé un autel immense sur une butte en l'honneur de Jupiter : Ara Jovis , avec le temps ce nom serait devenu Alajou. Cet éminence située aux abords de la grande route actuelle au niveau de l'intersection du chemin du Caylar à Saint-Michel avec celui allant au Cros, faite de mains d'hommes faisait, du nord au sud environ 152 mètres et de l'est à l'ouest 223 mètres. Elle fut amoindrie au moment de la construction de la grande route (aujourd'hui la RD9).
Plusieurs sites gallo-romains ont été répertoriés et localisés.

### Moyen Âge
On le trouve écrit sous la forme Crocho en 804 dans le Cartulaire de Gellone.
Durant le Moyen Âge, vers les XIe et XIIIe siècles, le territoire de la commune actuelle qui se situait au cœur de l'ancienne viguerie carolingienne du Pays d'Alajou [In Yaice Alagone ], était composé de plusieurs villæ attestées dès l'an 988 :  Crosos [Le Cros], Pruneto [Prunet] (lieu ou se situait l'église paroissiale), Grassino [Graissan], Monte Vinairoso [?] ; également des mansus qui en dépendaient : Calmels (mentionné en 1206), Falgueirollis, Cumba Rubea, Fontanillis, Petito, Peyronencho (mentionnés vers 1162),(ces 3 dernières manses appartenaient à Aldebert Segnoret, chanoine à Lodève qui les céda à l’Évêché de Lodève en 1265), Martene (en 1210), Grimaldeiras/Grimaldenca (mentionné en 1140), ...{il est difficile aujourd'hui de localiser certaines de ces manses}.; le territoire comptait également l'Hospital de Aussarram avec sa chapelle Ma Dona Sancta Mariae della Tregena et son cimetière, fondés vers 1188 par Claude Alzaram, qui avait pour vocation l'assistance des plus démunis, l'accueil des pèlerins et des voyageurs.
L'église paroissiale était Beate Mariae de Pruneto nommée aussi Sancte Mariae de Pruneto [Notre-Dame-de-Prunet ou Sainte-Marie-de-Prunet] située à côté de Villa Pruneto. Elle est mentionnée en 1135, et appartenait à l'abbaye de Joncels. Ce n'est qu'en 1210 que Bernard De Magalas, abbé de Joncels en fait don avec ses dîmes et ses prémices à "Pierre IV" Raymond De Montpeyroux, évêque de Lodève. En 1294, Gaucelin De La Garde, évêque de Lodève achète à Philippe IV le Bel, Roi de France la moitié de la juridiction de Lauroux et du Cros. C'est à ce moment-là que la paroisse Sainte-Marie-de-Prunet passe sous la protection mais aussi sous le pouvoir du Diocèse de Lodève (Dioecesis Lotevensis), l'évêque étant haut-justicier et seigneur du Cros ; et ce, pendant tout le Moyen Âge.

### Temps modernes et contemporains
C'est à la fin du XVIe siècle, que la seigneurie ecclésiastique du Cros, tombe dans le patrimoine laïque des seigneurs, lorsque l'évêque René De Birague la vend à Jacques d'Albesquier en 1577 pour 1 370 livres ; puis revendue par sa veuve à Pierre De Julien, seigneur du Cros. Ce dernier est, sans doute, à l'origine de la modification du château du Cros, ancienne résidence d'été des évêques de Lodève (vers 1617). C'est en 1627 que la seigneurie passe et demeure pendant un siècle aux mains de la famille De La Treilhe, seigneurs de Fozières et du Cros. En 1723 Jean François De La Treilhe De Fozières vend à Antoine De Mazerand, major général de cavalerie, et à son neveu Pierre la seigneurie du Cros. Antoine Henry De Mazerand, le fils de Pierre est seigneur du Cros en 1770. En 1789, l'écuyer Pierre Charles Antoine De Neyrac, petit cousin et héritier de Henry De Mazerand est seigneur du Cros. Il est un des représentants de la noblesse dans la sénéchaussée de Béziers lors des états généraux. Il est le dernier seigneur du Cros.
Le seigneur possédait un four banal (mentionné dans un compoix de 1633), et faisait payer l'usage à la communauté un setier de blé ou de froment. La communauté possédait un puits et trois lavognes (toujours biens communaux).
Au cours des siècles, les habitations se centralisent sur un village : Le Cros [Villa Crosos] (le village actuel) ; sur 2 petits hameaux : Prunet [Villa Pruneto] qui s'appellera ensuite La Gleye (en 1602), puis La Gleyze-Yonne (en occitan: l'église éloignée, dû à son emplacement à côté de l'église Notre-Dame) et Le Mas de Grimal [mansus Grimaldeiras] (le dernier recensement dans ces deux lieux date de 1872, tous deux sont en ruines aujourd'hui) ; et sur plusieurs fermes et métairies : Calmels (seul écart encore habité) ; Sallegraissan [villa Grassino] (habité au moins jusqu'au XVIIe siècle, puis utilisé comme bergerie, en ruines de nos jours); La Barraque (ou Baraque de la Patte) (ancienne hôtellerie sur le passage de la grande route, habitée jusqu'en 1861 environ, date du percement de la route du Pas de l'Escalette, jusqu'alors simple sentier muletier; puis en ruines) ; Le Mas de Granier, (attesté dès le XVIIe siècle) ; Le Mas de Crassous (XVIIIe siècle).
L'Hôpital d'Ausseran ou Nosseran avec son domaine de terres nobles de 117 hectares, qui n'est plus en activité vers le XVIIe siècle, est cédé par l'évêché à l'Hôpital de Lodève en 1696. Plus tard en état de ruines, seule reste la chapelle N.-D. de la Trégéna qui est modifiée et agrandie au fil des siècles pour devenir un bâtiment agricole : la Bergerie de l'Hôpital.
Jusqu'au début du XVIIe siècle, Notre-Dame-de-Prunet reste l'église paroissiale du village avec sa maison claustrale et son cimetière, ce n'est que vers 1618 qu'une nouvelle église fut construite au centre du village pour plus de commodité pour les villageois mais aussi car elle était dans un mauvais état. Cette nouvelle église construite devint la paroissiale du village. Au milieu du xixe siècle, cette église considérée comme trop petite a été remplacée par une nouvelle construction au même endroit vers 1847. Seule une chapelle de l'ancien édifice a été conservée. Elle est nommée sous le vocable de l'église Notre-Dame de L'Assomption du Cros.

## Politique et administration

### Administration municipale
Dès 1639, Le Cros est administré en tant que communauté : deux consuls, six conseillers politiques et douze membres du conseil général du village..
L'arrêt du conseil du 20 septembre 1689, ordonne que les consuls du Cros fassent assembler les habitants de la communauté en conseil général composé de douze membres où de six habitants qui composent le conseil politique et six autres des plus forts contribuables ainsi que le seindic des forains.
Dans le compoix de 1751, la communauté possède une assemblée en conseil général composée d'un consul, du seigneur du Cros, de seize membres et d'un seindic des forains..

### Liste des maires
| Période | Période  | Identité          | Étiquette | Qualité                    |
| ------- | -------- | ----------------- | --------- | -------------------------- |
| 1844    | 1848     | Louis Baldy       |           | Propriétaire cultivateur   |
| 1848    | 1853     | Gabriel Bringuier |           | Propriétaire cultivateur   |
| 1853    | 1856     | Jean Blanc        |           | Fermier propriétaire       |
| 1856    | 1859     | Guillaume Compan  |           | Propriétaire cultivateur   |
| 1859    | 1870     | François Fabre    |           | Propriétaire               |
| 1870    | 1877     | Guillaume Compan  |           | Propriétaire cultivateur   |
| 1877    | 1888     | Jules Bringuier   |           | Agriculteur                |
| 1888    | 1892     | Numa Compan       |           | Propriétaire cultivateur   |
| 1892    | 1904     | Jules Bringuier   |           | Agriculteur                |
| 1904    | 1913     | Gustave Jourdan   |           | Cultivateur                |
| 1920    | 1925     | Joseph Rodier     |           | Cultivateur                |
| 1926    | 1935     | Charles Gros      |           | Fermier                    |
| 1935    | 1939     | Philomen Cambon   |           | Cultivateur                |
| 1939    | 1977     | Aimé Bringuier    |           | Cultivateur                |
| 1977    | En cours | Alain Viala       |           | Retraité Fonction Publique |

### Labels
La commune est labellisée 1 fleur au concours des villes et villages fleuris.

## Population et société

### Démographie
L'évolution du nombre d'habitants est connue à travers les recensements de la population effectués dans la commune depuis 1793. Pour les communes de moins de 10 000 habitants, une enquête de recensement portant sur toute la population est réalisée tous les cinq ans, les populations de référence des années intermédiaires étant quant à elles estimées par interpolation ou extrapolation. Pour la commune, le premier recensement exhaustif entrant dans le cadre du nouveau dispositif a été réalisé en 2004.

En 2022, la commune comptait 57 habitants, en évolution de +5,56 % par rapport à 2016 (Hérault : +7,49 %, France hors Mayotte : +2,11 %).
| 1793 | 1800 | 1806 | 1821 | 1831 | 1836 | 1841 | 1846 | 1851 |
| ---- | ---- | ---- | ---- | ---- | ---- | ---- | ---- | ---- |
| 302  | 256  | 307  | 293  | 372  | 331  | 323  | 330  | 386  |

| 1856 | 1861 | 1866 | 1872 | 1876 | 1881 | 1886 | 1891 | 1896 |
| ---- | ---- | ---- | ---- | ---- | ---- | ---- | ---- | ---- |
| 284  | 306  | 317  | 307  | 251  | 247  | 239  | 207  | 206  |

| 1901 | 1906 | 1911 | 1921 | 1926 | 1931 | 1936 | 1946 | 1954 |
| ---- | ---- | ---- | ---- | ---- | ---- | ---- | ---- | ---- |
| 208  | 193  | 185  | 117  | 112  | 84   | 79   | 73   | 53   |

| 1962 | 1968 | 1975 | 1982 | 1990 | 1999 | 2004 | 2006 | 2009 |
| ---- | ---- | ---- | ---- | ---- | ---- | ---- | ---- | ---- |
| 51   | 49   | 38   | 34   | 32   | 38   | 34   | 35   | 48   |

| 2014 | 2019 | 2022 | - | - | - | - | - | - |
| ---- | ---- | ---- | - | - | - | - | - | - |
| 54   | 56   | 57   | - | - | - | - | - | - |

### Enseignement
En 1795, il n'y avait pas d'école dans le village ; les enfants se rendaient à Saint-Michel ou à Sorbs.
En 1806, une institution libre donnait l'instruction à 25 enfants du Cros et de Sorbs ; la rétribution scolaire était de 1Fr. 25 par mois et l'instituteur recevait 5 hectolitres de froment par an.
Vers 1882, une nouvelle école mixte est construite au Cros ; dès sa création elle accueille 37 élèves. Elle ferme ses portes définitivement vers 1965 et les enfants du village allèrent alors à l'école à Saint-Michel puis au Caylar.

### Manifestations culturelles et festivités
Tous les 15 août de chaque année depuis plusieurs siècles, un petit pèlerinage est organisé par les habitants du Cros et des environs, à l'ancienne église Notre-Dame de Prunet en l'honneur de la fête de l'Assomption de Marie.[réf. nécessaire]
Jusqu'au début du XXe siècle, environ 1910, chaque année une foire était organisée dans la commune le 20 août.

### Santé
Il n'y a pas de médecin au Cros. Le plus proche est situé dans la commune voisine du Caylar.

## Économie

### Emploi
|                | 2008   | 2013   | 2018  |
| -------------- | ------ | ------ | ----- |
| Commune        | 10 %   | 3,2 %  | 9,4 % |
| Département    | 10,1 % | 11,9 % | 12 %  |
| France entière | 8,3 %  | 10 %   | 10 %  |

En 2018, la population âgée de 15 à 64 ans s'élève à 31 personnes, parmi lesquelles on compte 81,3 % d'actifs (71,9 % ayant un emploi et 9,4 % de chômeurs) et 18,8 % d'inactifs,. En  2018, le taux de chômage communal (au sens du recensement) des 15-64 ans est inférieur à celui de la France et du département, alors qu'en 2008 il était supérieur à celui de la France.
La commune fait partie de la couronne de l'aire d'attraction de Lodève, du fait qu'au moins 15 % des actifs travaillent dans le pôle,. Elle compte 12 emplois en 2018, contre 17 en 2013 et 21 en 2008. Le nombre d'actifs ayant un emploi résidant dans la commune est de 23, soit un indicateur de concentration d'emploi de 52 % et un taux d'activité parmi les 15 ans ou plus de 59,1 %.
Sur ces 23 actifs de 15 ans ou plus ayant un emploi, 9 travaillent dans la commune, soit 39 % des habitants. Pour se rendre au travail, 65,2 % des habitants utilisent un véhicule personnel ou de fonction à quatre roues, 13 % s'y rendent en deux-roues, à vélo ou à pied et 21,7 % n'ont pas besoin de transport (travail au domicile).

### Activités hors agriculture
11 établissements sont implantés  au Cros au 31 décembre 2019.
Le secteur des activités spécialisées, scientifiques et techniques et des activités de services administratifs et de soutien est prépondérant sur la commune puisqu'il représente 18,2 % du nombre total d'établissements de la commune (2 sur les 11 entreprises implantées  au Le Cros), contre 17,1 % au niveau départemental.

### Agriculture
|               | 1988 | 2000  | 2010 | 2020 |
| ------------- | ---- | ----- | ---- | ---- |
| Exploitations | 6    | 6     | 4    | 3    |
| SAU (ha)      | 842  | 1 185 | 605  | 426  |

La commune est dans le Causses du Larzac, une petite région agricole occupant  une partie du nord du département de l'Hérault. En 2020, l'orientation technico-économique de l'agriculture  sur la commune est l'élevage d'équidés et/ou d' autres herbivores. Trois exploitations agricoles ayant leur siège dans la commune sont dénombrées lors du recensement agricole de 2020 (six en 1988). La superficie agricole utilisée est de 426 ha,,.

## Culture locale et patrimoine

### Lieux et monuments

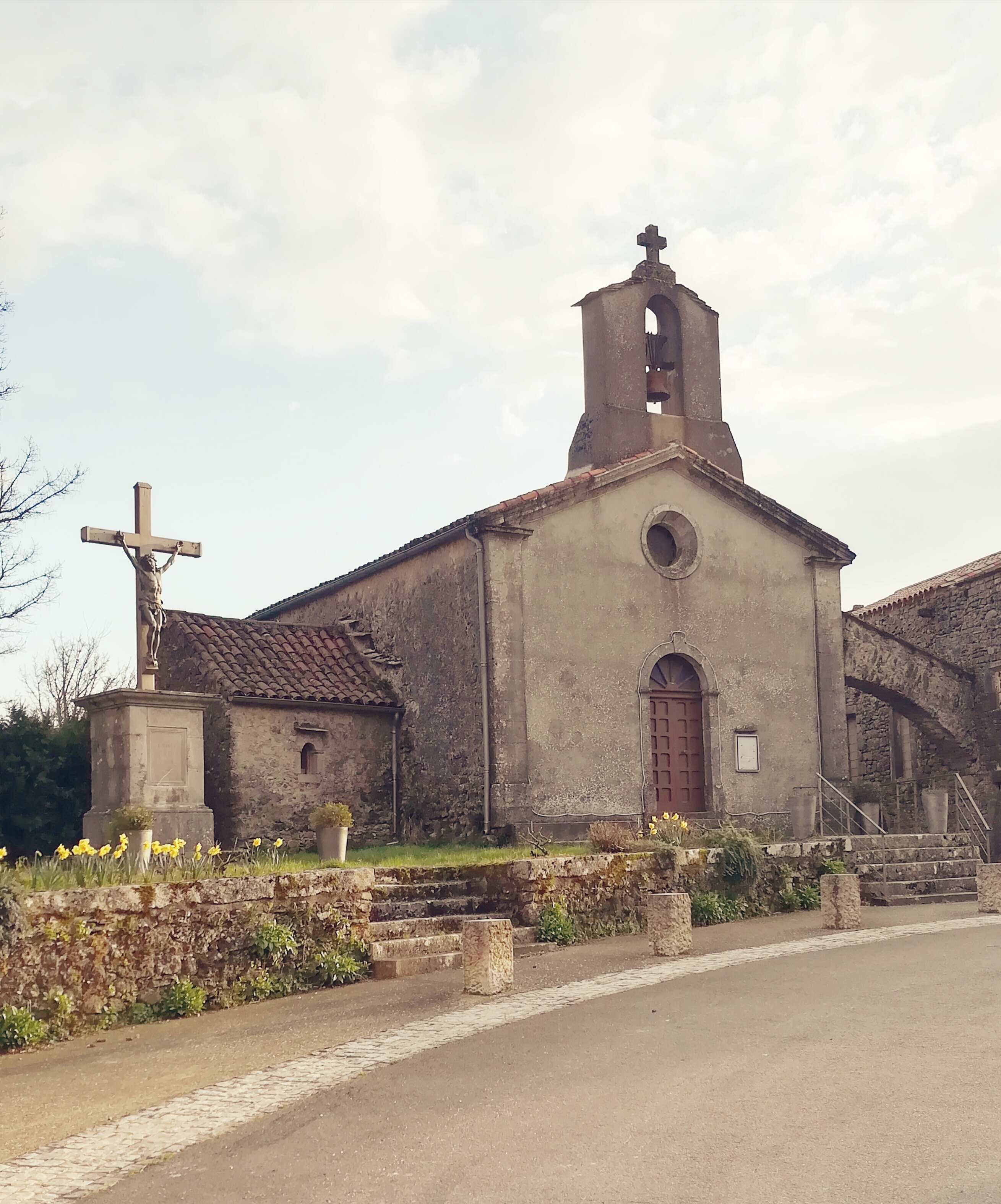
L'église de L'Assomption du Cros.

- Le château du Cros date des XVIe et XVIIe siècles, de plan massé. Il est flanqué de deux tours (propriété privée).
- Le Domaine de Calmels (propriété privée).
- Les 13 croix dans la commune, et notamment La croix de pierre biface du XVIIe siècle ; seul édifice de la commune classé Monument historique[60].
- La Porte à bossage XVIIe siècle de l'ancien presbytère (aujourd'hui la mairie) ;
- L'église de L'Assomption du Cros XIXe siècle ;
- Le puits ;
- Le lion couché ;
- Le rocher percé ;
- Les lavognes ;
- La statue de la Vierge ;
- Le monument aux morts ;
- L'ancienne église Notre-Dame-de-Prunet : sur une ancienne carte d'état-major, on lit la Gleiza liôna, ou Gleiza lionte. C'est l'église éloignée ou encore de nos jours appelée « église lointe » ;
- La grotte des Mounios.

### Équipements culturels
Depuis 2017, la commune possède une école de musique.

### Personnalités liées à la commune
François Sales de Costebelle (1740-1821) homme politique, député du Tiers état lors des États Généraux de 1789, est né au Cros.
Pierre-Marie de Courtois (1796-1875) homme politique français, député de l'Aveyron. Il fut propriétaire du Domaine du Château du Cros.

### Culture populaire
Depuis toujours, les habitants du Cros ont pour sobriquet occitan : "les sauta ròcs",  cela signifie les saute rochers, expliqué par la présence nombreuse de ruiniformes dans la commune.
L' histoire raconte qu'entre les terres du Cros et du hameau de Latude, (commune de Sorbs), au bord du chemin qui les relie, la limite est un clapas au-dessous duquel aurait été enterrée une femme appelée la divineyre, (la devineresse en occitan),.
En 1964, un épisode de la série télévisée La Caravane Pacouli de Louis Soulanes avec Rellys et Franck Fernandel, a été tourné dans les rues du village. L'équipe de tournage était resté une semaine pour enregistrer les séquences.
En 2023, pour le compte du film En Cavale avec stéphane Plaza et Michèle Bernier , des scènes de cascades automobiles ont été réalisées sur la route RD152 dans le territoire de la commune.

### Héraldique

D'argent chapé à trois roses, deux en chef et une en pointe, de l'un de l'autre. D'après la forme de l'écu, ces armoiries datent de la fin XVIIIe et XIXe.

### Fonds d'archives
- Fonds : Archives communales de Le Cros (1602-1889) [0,75 ml].  Cote : 91 EDT. Montpellier : Archives départementales de l'Hérault (présentation en ligne).